# Jonas Brothers
Jonas Brothers é uma banda de pop rock americana. Formada em 2005, eles ganharam popularidade com suas aparições na rede de televisão do Disney Channel. Eles consistem em três irmãos: Kevin Jonas, Joe Jonas e Nick Jonas. Criado em Wyckoff, Nova Jérsia, os Jonas Brothers se mudaram para Little Falls, Nova Jérsia, em 2005, onde escreveram seu primeiro disco que fez seu lançamento na Hollywood Records. No verão de 2008, eles estrelaram o filme original do Disney Channel, Camp Rock e sua sequência, Camp Rock 2: The Final Jam. Eles também estrelaram como Kevin, Joe e Nick Lucas, da banda JONAS, em sua própria série do Disney Channel, Jonas, que foi rebatizada como Jonas LA após a primeira temporada e cancelada após a segunda. A banda lançou cinco álbuns: It's About Time (2006), Jonas Brothers (2007), A Little Bit Longer (2008), Lines, Vines and Trying Times (2009) e Happiness Begins (2019).
Em 2008, o grupo foi indicado para o prêmio de Melhor Novo Artista no 51º Grammy Awards e ganhou o prêmio de Artista Revelação no American Music Awards. Desde então eles já venderam mais de vinte milhões de álbuns em todo o mundo, ganharam mais de 40 álbuns de ouro e platina e figuram no Guinness dos Recordes pela maior quantidade de singles de uma banda a entrar diretamente na lista dos Top 20 dos EUA em um ano (cinco singles em 2009) e já venceram mais de 50 prêmios ao redor do mundo. Fora o sucesso em vendas e os diversos prêmios recebidos, os Jonas Brothers embarcaram em oito turnês mundiais e regionais nos últimos seis anos, se apresentando para mais de três milhões de fãs. Venderam 17 milhões de álbuns ao redor do mundo.
Lançaram um filme 3D chamado “Jonas Brothers: The 3D Concert Experience” que se tornou o quinto filme de show de maior bilheteria, levando-se ao arrecadamento de 17 milhões de dólares. A sua trilha sonora se tornou o segundo CD de show de maior faturamento da história. Além de incontáveis shows lotados para milhões de fãs, os Jonas Brothers já tiveram a honra de se apresentar em alguns dos palcos mais exclusivos do mundo, incluindo uma participação no programa Saturday Night Live, duas apresentações na Casa Branca, sendo uma com Paul McCartney, e um show e dueto com Stevie Wonder no Grammy Awards 2009. O fim da banda foi anunciado em 29 de outubro de 2013.
Seis anos após a separação, o grupo se reuniu com o lançamento de "Sucker" em 1 de março de 2019. A música se tornou a 34ª música em história a  estrear no número um na Billboard Hot 100 e se tornou o primeiro single número um dos Jonas Brothers na parada. Um mês depois, eles lançaram seu segundo single, intitulado "Cool", em 5 de abril de 2019. Seu quinto álbum de estúdio, Happiness Begins, foi lançado em 7 de junho de 2019, liderando a Billboard 200 dos Estados Unidos.
Em 2023, a banda lançou o seu 6.º álbum, simplesmente intitulado "The Album". The Album conta com a participação de Jon Bellion em todas as suas faixas, tanto a nível de composição como de produção. O álbum alcançou a 3.ª posição na Billboard 200.

## Biografia

### Nick Jonas: Descoberta e o álbum solo (1999-2005)
Tudo começou como um projeto solo de Nicholas Jonas. Quando Nick tinha seis anos de idade, ele foi descoberto quando cantava no cabeleireiro enquanto sua mãe cortava o cabelo, uma pessoa o descobriu e o indicou para um empresário profissional que deu-lhe um trabalho na Broadway Desu. Com sete anos, Nicholas começou a atuar na Broadway. Ele já havia atuado em várias peças, incluindo A Christmas Carol (em 2000, como "Tiny Tim" e "Scrooge"), Anie Get Your Gun (em 2001 como "Little Jake"), A Bela e a Fera (em 2002, como "Chip", a xícara), e Os Miseráveis (em 2003 como "Gavroche"). Após Os Miseráveis acabar, ele atuou em The Sound of Music (como Kurt) na Paper Mill Playhouse.
Em 2002, durante o desempenho de A Bela e a Fera, Nicholas escreveu uma música com seu pai chamado "Joy To The World (A Christmas Prayer)”. Com vocais de fundo em A Bela e a Fera Cast, Nick cantou a música em 2002 no álbum da Broadway contra a AIDS, Broadway's Greatest Presentes: Carols For A Cure, vol. 4. Em novembro de 2003, INO Records recebeu uma cópia da demo "Joy To The World (A Christmas Prayer)".  A música foi lançada nas rádios cristãs, onde rapidamente se tornou popular na Record & Radio's Christian Adult Contemporary Chart. Enquanto Nicholas estava trabalhando em seu projeto solo, Joseph seguia suas pegadas na Broadway, aparecendo em Baz Lurhmann da produção de La Boheme.
Até que em setembro de 2004, um executivo na Columbia Records descobriu as músicas do Nick. Nick logo assinou contrato com a INO Records e Columbia Records e lançado o single "Dear God". Um segundo single, "Joy To The World (A Christmas Prayer)" (uma nova gravação solo), foi lançada em 16 de novembro. Era suposto ser seguido por um lançamento de disco solo em dezembro, que o título era seu próprio nome, mas o álbum foi empurrado para trás; o fez, contudo, obter um lançamento limitado. Nick, juntamente com Kevin e Joe, tinha escrito várias outras canções para o álbum.
No início de 2005, a Columbia Records com o novo presidente, Steve Greenberg, ouviu a gravação de Nick. Greenberg não gostou do álbum, mas gostou da voz de Nick, porém ele não aprovou as músicas cantadas apenas por Nick. Após o encontro com Nick e audição das músicas, "Please Be Mine", escrito e realizado pelos irmãos, Daylight /Columbia Records tinha decidido a assinar os três e fazer-los como um grupo.

### It's About Time (2005-2006)
Depois de Nick Jonas ter assinado na Columbia Records, os irmãos consideraram nomear o grupo de "Sons Of Jonas", antes de decidirem pelo nome "Jonas Brothers".
Ao longo de 2005, os Jonas Brothers passaram por diversas turnês, incluindo Kelly Clarkson, Jesse McCartney, Backstreet Boys, e The Click Five. Eles gastaram a última parte do ano, em uma turnê antidrogas com 78violet e The Cheetah Girls. Além disso, eles abriram para o The Veronicas no início de 2006.
Para o álbum, intitulado It's About Time, a banda teve a colaboração de vários escritores, incluindo Adam Schlesinger (Fountains of Wayne), Michael Mangini (Joss Stone), Desmond Child (Aerosmith, Bon Jovi), Billy Mann (Destiny's Child, Jessica Simpson) e Steve Greenberg (Joss Stone, Hanson). O álbum inicialmente iria ser lançado em fevereiro de 2006, mas foi adiado várias vezes. Para o álbum, os  Jonas Brothers fizeram covers de duas canções da banda britânica Busted: "Year 3000" e "What I Go To School For".
O primeiro single dos Jonas Brothers, "Mandy", foi lançado em 27 de dezembro de 2005. O videoclip da música foi mostrado na MTV's Total Request Live em 22 de fevereiro de 2006, e chegou a número quatro. Outra canção, "Time  for me to fly", foi lançado na trilha sonora de Aquamarine, também em fevereiro. Em março, "Mandy" foi apresentado no filme da Nickelodeon Zoey 101: Spring Break-Up e na trilha sonora de Zoey 101: Music Mix, com Nicholas Jonas (Nick Jonas) listado como o nome do artista. O grupo de música também foi apresentado na Cartoon Network's Cartoon Cartoon Fridays. A banda fez o cover de "Yo Ho (A Pirate's Life For Me)" de Piratas Do Caribe para o álbum DisneyMania 4, lançado em 4 de abril de 2006.  Ao longo do Verão de 2006, o Jonas Brothers  passou em turnê com Aly & AJ. Os Jonas Brothers também criaram a música-tema para a segunda Temporada de Jake Long: O Dragão Ocidental, que ficou no ar entre junho de 2006 e Setembro de 2007, no Disney Channel.
O álbum It's About Time foi finalmente lançado em 8 de agosto de 2006. Segundo o empresário da banda, era apenas um "lançamento limitado" de 50.000 exemplares, porque a Sony não estava interessada em continuar promovendo a banda.
Em 3 de outubro de 2006, o CD solo de Nick de 2004, "Joy to the World (A Christmas Prayer)", foi re-lançado sobre Joy to World: The Ultimate Collection Natal. Além disso, em Outubro, os Jonas Brothers fizeram o cover de  "Poor Unfortunate Souls", de A Pequena Sereia.  Juntamente com um vídeo musical, a canção foi lançada em um CD duplo, disco especial de lançamento da edição A Trilha Sonora de: A Pequena Sereia. O segundo single de It's About Time, foi "Year 3000". A canção se tornou popular na Rádio Disney, e o vídeo da música foi apresentado no Disney Channel, em janeiro de 2007. No início de 2007, a banda saiu da Columbia Records.

### Jonas Brothers (2007)

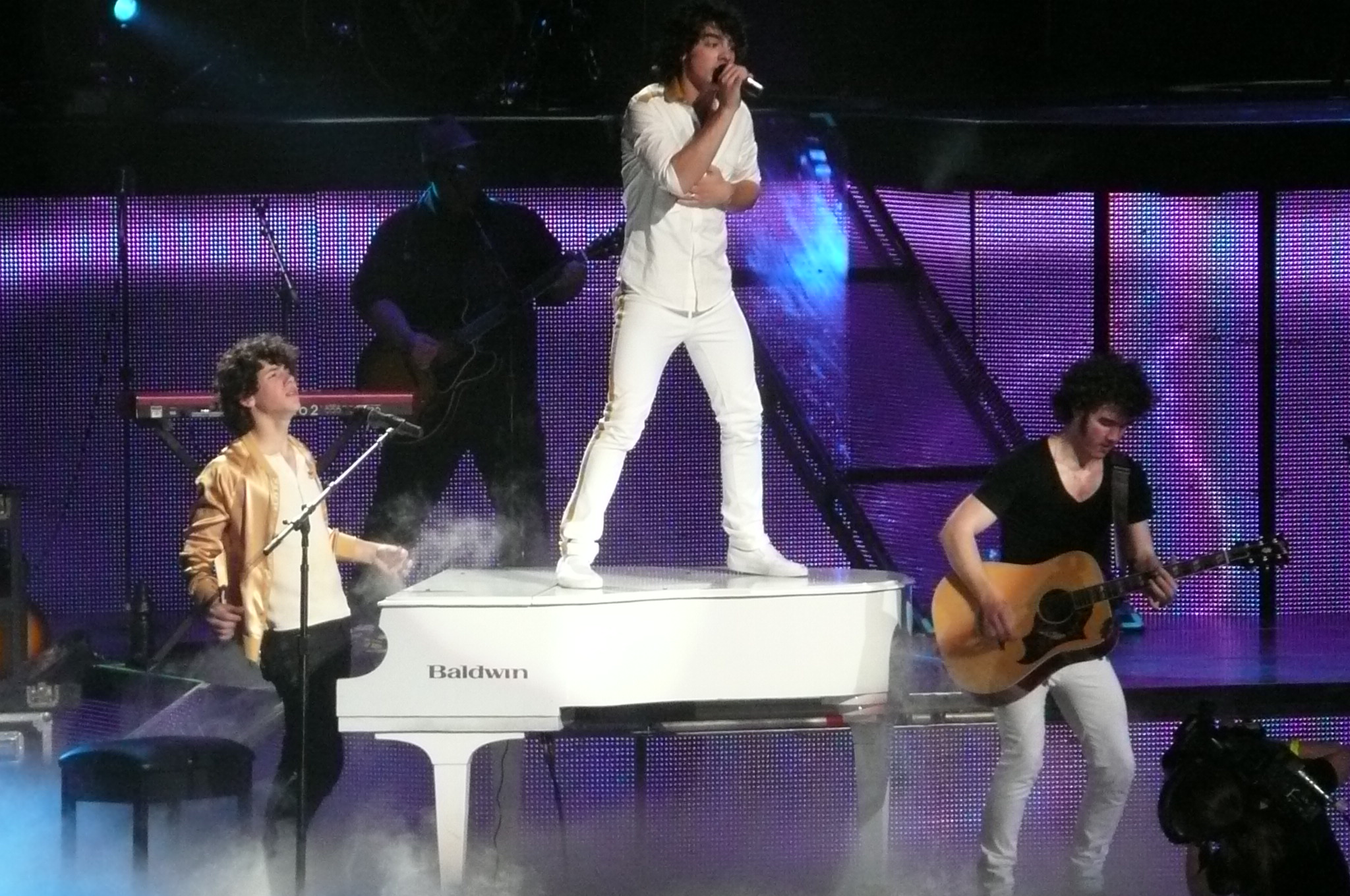

Depois de um breve tempo sem uma gravadora, os Jonas Brothers assinaram com a Hollywood Records, em Fevereiro de 2007.  Ao mesmo tempo, os irmãos começaram a aparecer em comerciais para o Baby Bottle Pops, tocando o jingle. Em 24 de março duas músicas adicionais em dois álbuns diferentes foram lançadas: "Kids of the Future" e "I Wanna Be Like You". Em 29 de Junho, os Jonas Brothers começaram sua turnê promocional em Nova Iorque.
Seu segundo álbum auto-intitulado, Jonas Brothers, foi lançado em 24 de agosto de 2007, onde alcançou a posição #5 na Billboard 200 na primeira semana. Três singles com clipes foram lançados - "Hold On" duas semanas antes e "SOS" logo depois do lançamento do álbum.
Em agosto, os Jonas Brothers fizeram várias aparições na televisão. Em 17 de agosto, eles participaram de um episódio da série Hannah Montana (estrelada por Miley Cyrus), do Disney Channel, intitulado "Me and Mr. Jonas and Mr. Jonas and Mr. Jonas", que em português seria "Eu, o Sr. Jonas, o Sr. Jonas e o Sr. Jonas". Eles também tocaram "We Got the Party" no episódio, que foi lançado depois de High School Musical 2 e foi visto por 10,7 milhões de pessoas no dia. Em 24 de agosto, os Jonas Brothers apresentaram duas músicas no concurso Miss Teen USA. No dia seguinte, as cerimônias de encerramento do Disney Channel Games foi ao ar, mostrando uma apresentação dos Jonas Brothers. Os jogos foram gravados em 27 de abril de 2007 em Orlando, Flórida. Em 26 de agosto, os Jonas Brothers co-apresentaram um award com Miley Cyrus no Teen Choice Awards. Eles também se apresentaram no American Music Awards em 18 de Novembro de 2007, tocando a música "SOS".
Em 22 de novembro de 2007, os irmãos apareceram no 81st annual Macy's Thanksgiving Day Parade (81º Dia da Parada anual do Dia de Ação de Graças de Macy). Para sua apresentação final de 2007, os três irmãos apresentaram seus singles "Hold On" e "SOS" no Dick Clark's New Year's Rockin' Eve. Kevin Jonas co-escreveu a letra de uma música para Malese Jow.

### A Little Bit Longer (2008)

Capa do CD A Little Bit Longer.

Após a When you Look Me In The Eyes Tour ter terminado em 22 de março de 2008, os Jonas Brothers anunciaram que vão abrir a tour de Avril Lavigne, juntamente com Boys Like Girls, mas só abriram a segunda parte da turnê, na Europa.

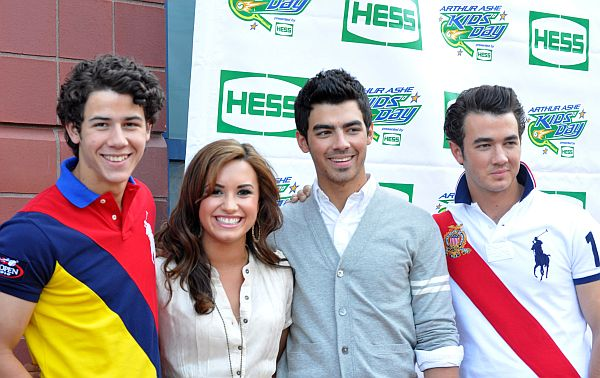
Demi Lovato e Jonas Brothers em 2010

A banda filmou um filme para a Disney Channel, chamado Camp Rock, onde eles são de uma banda chamada "Connect 3". Joe atua no papel principal, "Shane Gray", onde contracena com Demi Lovato, que faz a personagem "Mitchie Torres"; Nick atua no papel de "Nate", e Kevin no de "Jason". A trilha sonora para o filme foi lançada em 17 de junho. O filme teve estréia em 20 de junho, nos EUA na Disney Channel e no Canadá no Family Channel. Vai ao redor do mundo durante todo o Verão e, em setembro de alguns outros países. No Brasil, foi lançado dia 6 de julho de 2008.
No verão, os Jonas Brothers irão iniciar a sua nova turnê, Burnin' Up Tour, promovendo Camp Rock, seu primeiro filme, e seu terceiro álbum em estúdio, A Little Bit Longer. A tour começou em 4 de julho 2008 na a Molson Amphitheathre em Toronto, Ontário. Produção da Disney Digital 3D irá filmar toda a Burnin' Up Tour, que terá uma versão para os cinemas no final de janeiro de 2009 ou no início de fevereiro.

### Lines, Vines and Trying Times (2009)

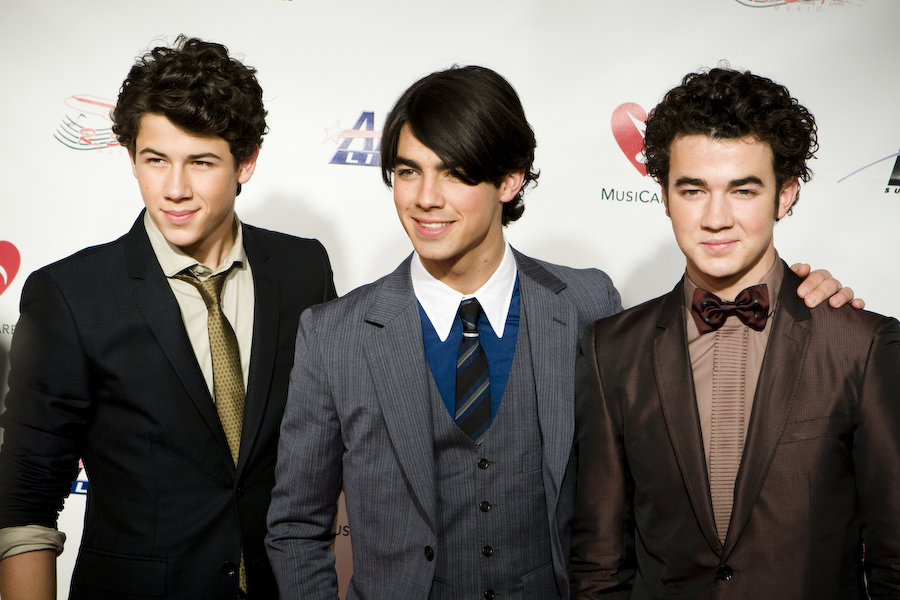
Jonas Brothers no Leilão do Grammy em fevereiro de 2009

Os Jonas lançaram seu quarto álbum de estúdio, Lines, Vines and Trying Times em 16 de junho de 2009. Para este foram lançados dois singles, Paranoid e Fly With Me. Eles começaram a falar sobre o álbum no início de 2009, dizendo em diversas ocasiões que estavam trabalhando na composição e gravação de canções desde a Burnin' Up tour, em meados de 2008.
A banda anunciou em 11 de março de 2009 que começariam uma turnê mundial em 2009.
Nick Jonas anunciou que está em um projeto paralelo intitulado Nick Jonas & The Administration, e afirma que os Jonas Brothers não estão se separando.

### 2010-2011: Jonas L.A., Camp Rock 2: The Final Jam e Projetos Paralelos

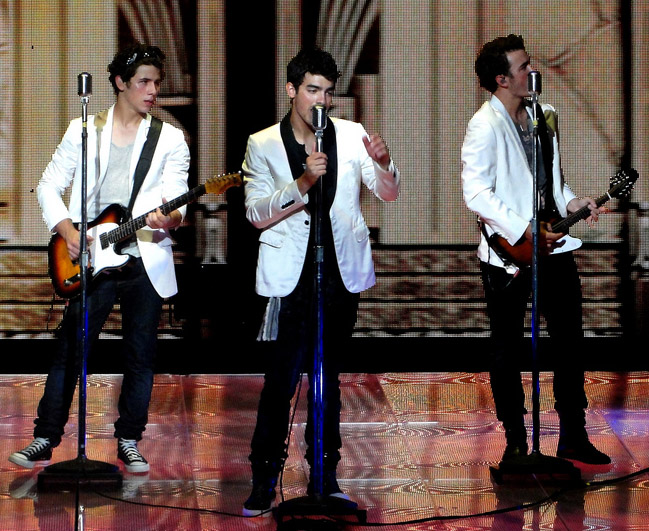

Jonas L.A.(2010) É um álbum de estúdio que os irmãos gravaram com músicas da Série Jonas L.A. (uma série original do Disney Channel, criada por Michael Curtis de Phil of the Future e Roger S.H. Schulman de Shrek, estrelando os integrantes dos Jonas Brothers e seu irmão mais novo, Frankie Jonas). O álbum foi promovido com a turnê Jonas Brothers Live in CONCERT, que teve a participação de Demi Lovato e dos amigos do Camp Rock 2: The Final Jam.Joe foi um juiz convidado em American Idol durante as audições em Dallas, o episódio foi ao ar 27 de janeiro de 2010. Os Irmãos também reprisaram em seu papel no filme Camp Rock 2: The Final Jam, a continuação de Camp Rock,o filme Foi ao ar no Disney Channel no dia 3 de setembro de 2010. O filme foi filmado em volta de Ontário, no Canadá. A produção do filme começou em 3 de setembro de 2009 e foi até 16 de outubro de 2009.
Nick formou sua própria banda de blues rock como um projeto paralelo chamado Nick Jonas and the Administration. A banda é formada por ex-membros do [h:en:The New Power Generation|The New Power Generation].
No final de 2010, os irmãos participaram de um concerto na Casa Branca em homenagem a recepção de um Prêmio Gershwin de Música Popular pelo presidente dos EUA Barack Obama de Paul McCartney. Eles cobriram "Drive My Car" do Rubber Soul The Beatles '. [79]
Em dezembro de 2011, uma nova música vazou na internet marcando a primeira vez que os irmãos colaboraram desde Camp Rock 2: The Final Jam. A nova música se chama "Dance Until Tomorrow".

### 2012-2013: quinto álbum de estúdio:Ve o fim da banda
Em 6 de março de 2012 o Jonas Brothers lançou um vídeo no Twitter deles em seu estúdio em casa, junto com a hashtag "#JonasBrothers2012", sugerindo que a reunião estava ocorrendo. Joe estava em turnê promovendo seu álbum solo de estréia, enquanto Nick estrelou o renascimento de How to Succeed in Business Without Really Trying na Broadway.
Em 1º de maio de 2012, os Jonas Brothers anunciaram que se separaram com a Hollywood Records, que tinha sido sua gravadora desde fevereiro de 2007 e tinha lançado os seus três álbuns anteriores. Hollywood Records declarou que a separação foi amigável, chamando o seu trabalho com os Jonas Brothers "incrível sucesso" e que "deseja à Nick, Joe e Kevin o melhor em seus futuros empreendimentos". Em 19 de agosto de 2012, Kevin estreou em um reality show no canal E!, ao lado de sua esposa Danielle e os irmãos Nick e Joe. Married to Jonas documenta a vida doméstica do jovem casal, bem como os esforços de gravação dos irmãos que se preparam para lançar seu mais novo álbum. Em 17 de agosto de 2012 Ryan Seacrest anunciou em On Air with Ryan Seacrest o primeiro show Jonas Brothers após uma longa ausência, desde Camp Rock 2: The Final Jam e Jonas L.A.. Em setembro de 2012, os irmãos anunciaram dois concertos na Rússia, que teve lugar em São Petersburgo e Moscou, em 06 de novembro de 2012 e 8 de novembro de 2012, respectivamente.Em 23 de setembro de 2012, eles anunciaram que a liberação de um novo single estava proxima. Em 25 de setembro 2012, dois shows nas Filipinas e um na Malásia foram anunciados.
Em 3 de outubro de 2012, uma prévia da música "Meet You In Paris" foi lançado em Cambio depois de uma prévia da canção estreou em "Married to Jonas". Seu show de reestréia , que havia sido anunciado em agosto de 2012, realizou-se em 11 de Outubro de 2012 às Radio City Music Hall, em Nova York, onde eles tocaram várias músicas de seus álbuns anteriores, juntamente com uma nova canção intitulada "Let's Go", que vai estar presente em seu próximo álbum. Durante o show, também foi tocada uma nova canção intitulada "Wedding Bells" e outra canção nova, intitulada "First Time" também foi apresentada durante o show. Em 29 de outubro de 2012, foi anunciado que o Jonas Brothers iria realizar dois concertos no "Pantages Theatre", em Los Angeles. Uma terceira data foi anunciada em 2 de novembro de 2012. Os concertos tiveram lugar em 27 de Novembro, 28, e 29, de 2012, respectivamente. Eles se apresentaram no "Jingle Ball" no LA Live em 1 de dezembro de 2012, e anunciaram várias datas da turnê que passará na América do Sul em fevereiro e março de 2013, como parte de seu 2012/2013 World Tour, sua primeira turnê desde a sua World Tour 2010. Eles tocaram no  Viña del Mar "International Song Festival" em 28 de fevereiro de 2013, no Chile.
Seu quinto álbum de estúdio, que será o primeiro a não ser lançado através de Hollywood Records desde 2006 e seu primeiro álbum desde 2009 de Lines, Vines and Trying Times, será lançado em 2013. O primeiro single, "Pom Poms" foi lançado em 2 de abril de 2013. O vídeo da música para a canção foi filmado em fevereiro de 2013, em Nova Orleans, Louisiana e estreou no canal E! em 2 de abril de 2013. "First Time", o segundo single de seu quinto álbum, será lançado em 25 de junho de 2013.
Durante o primeiro show da turnê de verão em Chicago, foi anunciado que o álbum se chamaria V (Quinto em algarismo romano), o disco estava previsto para ser lançado em setembro/outubro de 2013. Em 29 de outubro de 2013 o grupo confirmou o encerramento de suas atividades.

### 2019-Presente: Retorno da banda e lançamento de "Sucker"
Em 28 de fevereiro de 2019, os Jonas Brothers anunciaram via mídia social que lançariam um novo single, "Sucker", à meia-noite em 1º de março de 2019. É o primeiro single da banda depois de seis anos separados e também é a estréia deles na Republic Records. 
“Sucker” entrou no trend toppic do ITunes horas após a sua liberação. A pré-estreia do clipe oficial de Sucker em menos de 24hr, chegou à mais de 5 milhões de visualizações, tornando-se a primeira boyband do mundo a conseguir emplacar um hit tão rápido.

## Filantropia
Os Jonas Brothers arrecadaram cerca de 12 milhões de dólares em 2007, e doaram 10% para a fundação Change for the Children Foundation, uma fundação criada pelos Jonas Brothers, onde os contribuintes doam para caridade e os projetos "Nothing But Nets", "American Diabetes Foundation", "St. Jude Children's Research Hospital", "Children's Hospital Los Angeles", e "Summer Stars: Camp for the Performing Arts".
Desde 6 de agosto de 2008, a Bayer Diabetes Care designou Nick como embaixador para promover a ideia nos jovens para controlar sua diabete, Nick foi diagnosticado com diabetes quando tinha 13 anos. Nick foi ao Senado dos EUA para conseguir mais recursos para os diabéticos[carece de fontes?].

## Turnês
- Jonas Brothers Fall 2005 Promo Tour
- Cheetah-licious Christmas Tour
- Jonas Brothers American Club Tour
- Marvelous Party Tour
- Best of Both Worlds Tour
- Best Damn Tour
- Look Me in The Eyes Tour
- Burnin' Up Tour
- Jonas Brothers Live in Concert (Com o Elenco do Camp Rock)
- Happiness Begins Tour
- Jonas Brothers Latin America Tour 2013

- Jonas Brothers Fall 2005 Promo Tour: A primeira turnê dos Jonas Brothers, chamada Jonas Brothers Fall Promo Tour 2005, começou em 5 de novembro de 2005 e terminou em 17 de dezembro de 2005.
- Cheetah-licious Christmas Tour: Os Jonas Brothers abriram os primeiros shows da turnê de natal de The Cheetah Girls, juntamente com Aly & AJ.
- Jonas Brothers American Club Tour: A partir de 28 de janeiro de 2006 e até 3 de março de 2006, os Jonas Brothers seguiram com a sua segunda turnê, chamada Jonas Brothers American Tour Club, promovendo a sua estréia com a Columbia Records, com o álbum intitulado It's About Time.
- Marvelous Party Tour: Em 25 de junho de 2007, os Jonas Brothers iniciaram sua turnê com temas turísticos, Marvelous Party Tour em Lodi, em New Jersey. A turnê durou vários meses, terminando em 21 de outubro em Columbia, Carolina do Sul.
- Best of Both Worlds Tour: A partir de 18 de outubro de 2007 à 9 de janeiro de 2008, os Jonas Brothers abriram 54 shows para Miley Cyrus, na Best of Both Worlds Tour. Eles começaram em St. Louis, Missouri, e terminaram em Albany, Nova York. O Jonas Brothers também apareceram no filme Hannah Montana & Miley Cyrus: O Melhor dos Dois Mundos, lançado em 1 de fevereiro de 2008. No filme em 3-D, os Jonas cantaram seu single, When You Look Me In The Eyes, e também o cover da música Year 3000, e por fim o seu com Miley Cyrus, We Got The Party.Os Jonas Brothers também cantaram um de seus singles de maior sucesso S.O.S. Jonas em uma propaganda para a série que deu origem ao nome do álbum.É um álbum de estúdio que os irmãos gravaram com músicas da Série Jonas L.A. (uma série original do Disney Channel, criada por Michael Curtis de Phil of the Future e Roger S.H. Schulman de Shrek, estrelando os integrantes dos Jonas Brothers e seu irmão mais novo, Frankie Jonas). O álbum foi promovido com a turnê Jonas Brothers World Tour 2009, que teve a participação de Demi Lovato e dos amigos do Camp Rock 2: The Final Jam
- Best Damn Tour: Os Jonas Brothers abriram a turnê de Avril Lavigne, juntamente com Boys Like Girls, mas eles participaram da segunda parte da turnê, na Europa.
- Burnin' Up Tour: Os Jonas Brothers iniciaram a  Burnin'Up Tour, no qual eles promovem o seu terceiro álbum estúdio, A Little Bit Longer, em 4 de julho de 2008 na Molson Amphitheatre em Toronto, Ontário. Durante a Turnê, os irmãos gravaram um filme em 3D, que recebeu o título de Jonas Brothers: The 3D Concert Experience. A Turnê teve participação especial da cantora e atriz Demi Lovato e Taylor Swift. Demi Lovato era responsável pela abertura dos shows da turnê, ela gravou o filme Camp Rock e Camp Rock 2: The Final Jam com os irmãos.
- Burnin' Up Word Tour 2009: Durante esta turnê, o grupo fez suas primeiras apresentações no Brasil com um show no Rio de Janeiro no dia 23 de maio com mais de 18.000 (dezoito mil fãs) de 2009 e um show em São Paulo no dia 24 de maio com mais de 55.000 (cinquenta e cinco mil fãs) . Os shows foram realizados respectivamente na Apoteose e no Estádio do Morumbi, aberto pela banda Cine de São Paulo em seguida a cantora Demi Lovato, com duração aproximadamente de 3 horas.

### Jonas Brothers Live in Concert 2010
Foi anunciado uma turnê dos Jonas Brothers em 2010 com a participação especial da Demi Lovato e atores do filme Camp Rock 2: The Final Jam.
Produzida pela Live Nation e patrocinada pela OfficeMax, a turnê Jonas Brothers: Live in Concert agora vai lançar em Chicago, dia 7 de Agosto, no Anfiteatro First Midwest.
Em nível internacional, a turnê também inclui diversas novas datas Latino Americanas incluindo shows no México, Costa Rica, Guatemala, Peru, Chile, Argentina e Brasil.
Também foi anunciado hoje são as estrelas de Camp Rock que vão se juntar aos Jonas Brothers e a Demi Lovato na turnê Live in Concert incluindo Alyson Stoner, Matthew Finley, Anna Maria Perez de Tagle, Roshon Fegan e Jordan Francis.

### Jonas Brothers Latin America Tour 2013
Essa turnê marca a volta do trio, sendo a primeira turnê depois de 3 anos fora da estrada, começando Guadalajara, México no dia 20 de fevereiro de 2013 e terminando em Cidade da Guatemala, na Guatemala, no dia 21 de março de 2013

## Integrantes
- Joe Jonas - Pandeirola, guitarra, vocal, voz solo e teclado
- Kevin Jonas - Guitarra, violão, bumbo, baixo, piano e vocal
- Nick Jonas - Bateria, piano, guitarra, teclado, bateria eletrônica, vocal e voz solo

## Discografia
- It's About Time (2006)
- Jonas Brothers (2007)
- A Little Bit Longer (2008)
- Lines, Vines and Trying Times (2009)
- Happiness Begins (2019)
- The Album (2023)
- Greetings from Your Hometown (2025)

## Filmografia
| Ano  | Série/Filme                               | Papel de Joe              | Papel de Nick               | Papel de Kevin          | Papel de Frankie | Notas                                                                      |
| 2007 | Hannah Montana                            | Joe Jonas                 | Nick Jonas                  | Kevin Jonas             |                  | Aparição (Episódio 42)                                                     |
| 2008 | Disney Channel Games 2008                 | Joe Jonas                 | Nick Jonas                  | Kevin Jonas             | Frankie Jonas    | Jogos com artistas "Disney"                                                |
| 2008 | Best of Both Worlds Concert               | Joe Jonas                 | Nick Jonas                  | Kevin Jonas             | Frankie Jonas    | Filme de Hannah Montana                                                    |
| 2008 | Living the Dream                          | Joe Jonas                 | Nick Jonas                  | Kevin Jonas             | Frankie Jonas    | TV                                                                         |
| 2008 | Camp Rock                                 | Shane Gray                | Nate                        | Jason                   |                  | Filme de televisão                                                         |
| 2008 | Link's Future                             | Mikau                     | Parker                      | Max                     | Bernard          | Seriado de TV                                                              |
| 2008 | Band In A Bus                             | Joe Jonas                 | Nick Jonas                  | Kevin Jonas             | Frankie Jonas    | DVD                                                                        |
| 2008 | JONAS                                     | Joe Jonas                 | Nick Jonas                  | Kevin Jonas             | Frankie Jonas    | Série do Disney Channel                                                    |
| 2009 | Jonas Brothers: The 3D Concert Experience | Joe Jonas                 | Nick Jonas                  | Kevin Jonas             | Frankie Jonas    | Filme em 3D retratando sua última turnê com cenas do show e dos bastidores |
| 2009 | Uma Noite no Museu 2                      | Querubim                  | Querubim                    | Querubim                | figurante        | Vozes; Ainda gravaram a música "Fly With Me" para o soundtrack             |
| 2009 | Atrevete a Soñar                          | Joe Jonas                 | Nick Jonas                  | Kevin Jonas             | Frankie Jonas    | Novela Mexicana, Participação Especial                                     |
| 2010 | Camp Rock 2                               | Shane Gray                | Nate                        | Jason                   | Thevor           | Filme Disney Channel                                                       |
| 2010 | Rugrats em Cordeiro                       | Mr.Macarroni/Dill Pickles | Pai do Stu/Angelica Pickles | Tommy Pickles/Phil, Lil | Drew/Stu         | Vozes; Desenho que retornou agora.                                         |
| 2019 | Chasing Happiness                         | Joe Jonas                 | Nick Jonas                  | Kevin Jonas             | Frankie Jonas    | Documentário sobre a vida e a carreira dos Jonas Brothers                  |

## Publicações
- Burning Up: On Tour with the Jonas Brothers (18 de Novembro, 2008, somente nos EUA), um livro de bastidores, documentando a Burning Up.